# Uwe Rösler
Uwe Rösler (Altenburgo, Alemania, 15 de noviembre de 1968) es un exfutbolista y actual entrenador de fútbol alemán que se desempeñaba como delantero. Actualmente dirige al Fortuna Düsseldorf de la 1. Bundesliga.

## Selección nacional
Ha sido internacional con la selección de fútbol de Alemania Democrática en 5 ocasiones, no convirtió goles.

## Estilo de dirección
Rösler es conocido porque hace que sus equipos jueguen un alto y presionado estilo de fútbol, es también un fan de la rotación entre los jugadores titulares y suplentes. Un 4-3-3 o 3-5-2 son sus formaciones favoritas. Rösler comparó su estilo y marca de fútbol similar a las filosofías de su compatriota alemán, Jürgen Klopp.

## Clubes

### Como jugador
| Club                            | País                          | Año       |
| ------------------------------- | ----------------------------- | --------- |
| 1. FC Lokomotive Leipzig        | República Democrática Alemana | 1987-1988 |
| BSG Chemie Leipzig              | República Democrática Alemana | 1988-1989 |
| 1. FC Magdeburg                 | República Democrática Alemana | 1989-1990 |
| Dinamo Dresde                   | Alemania                      | 1990-1992 |
| 1. FC Nürnberg                  | Alemania                      | 1992-1994 |
| → Dinamo Dresde (cedido)        | Alemania                      | 1993-1994 |
| Manchester City                 | Inglaterra                    | 1994-1998 |
| 1. FC Kaiserslautern            | Alemania                      | 1998-1999 |
| Tennis Borussia Berlin          | Alemania                      | 1999-2000 |
| Southampton                     | Inglaterra                    | 2000-2002 |
| → West Bromwich Albion (cedido) | Inglaterra                    | 2001      |
| SpVgg Unterhaching              | Alemania                      | 2002      |
| Lillestrøm                      | Noruega                       | 2002-2003 |

### Como entrenador
| Club               | País       | Año       |
| ------------------ | ---------- | --------- |
| Lillestrøm SK      | Noruega    | 2003-2004 |
| Viking             | Noruega    | 2006-2009 |
| Molde FK           | Noruega    | 2010      |
| Brentford F.C.     | Inglaterra | 2011-2013 |
| Wigan Athletic FC  | Inglaterra | 2013-2014 |
| Leeds United FC    | Inglaterra | 2015      |
| Fleetwood Town     | Inglaterra | 2016-2018 |
| Malmö FF           | Suecia     | 2018-2020 |
| Fortuna Düsseldorf | Alemania   | 2020-Act. |